# Vittus Qujaukitsoq
Vittus Qujaukitsoq (født 5. oktober 1971 i Qaanaaq) er en grønlandsk politiker og organisationsmand, der fra 5. april 2013 til 24. april 2017 bestred en række centrale ministerposter i Aleqa Hammond og Kim Kielsens regeringer. Han er stifter og tidligere leder af partiet Nunatta Qitornai. Han blev den 5. maj 2018 udnævnt som Minister for Råstoffer, Arbejdsmarked, Indenrigsanliggender og Nordisk Samarbejde, og da Parti Naleraq forlod regeringssamarbejdet i september 2018 blev Vittus Qujaukitsoq udnævnt som Minister for Finanser og Nordisk Samarbejde under Kim Kielsens mindretalsregering. I 2025 skiftede han parti til Naleraq

## Familie og uddannelse
Vittus er søn af politikeren Ûssarĸak K'ujaukitsoĸ (en) (1948-2018) og køkkenassistenten Inger Kristiansen (født 1946) På sin mors side er han nevø til Benedikte Thorsteinsson (født 1950), grandnevø til Nikolaj Rosing (1912-1976) og fætter til Inga Dóra G. Markussen (født 1971) og Anna Wangenheim (født 1982). Han er gift med Naja Kreutzmann Qujaukitsoq og har en voksen datter.
Han er uddannet som oversætter og tolk på Grønlands Handelsskole (Niuernermik Ilinniarfik) i Nuuk i 1993.

## Arbejdsliv
Han har arbejdet som tolk i Grønlands Hjemmestyre, overenskomstforhandler og råstofkonsulent i fagforbundet SIK og i fem omgange været ministersekretær for diverse landsstyremedlemmer fra Siumut. Qujaukitsoq har desuden været sekretariatschef i Sisimiut Erhvervsråd, direktionssekretær i Royal Greenland, direktionssekretær og kommunikationsmedarbejder i Nukissiorfiit, kommunikationschef i KNI og medlemssekretær for Lars-Emil Johansen i Folketinget.
Han har siden 2022 været direktør i den grønlandske fisker- og fangerorganisation KNAPK.

## Politisk karriere
Vittus Qujaukitsoq meldte sig som ung ind i Siumut og har været organisations- og partisekretær for partiet. Han blev udnævnt til minister for finans- og indenrigsanliggender af landstyreformand Aleqa Hammond, og bestred posten i perioden 5. april 2013 til 12. december 2014.
Han stillede op til landstingsvalget i 2014 for Siumut, men blev ikke valgt ind i Grønlands Landsting. Fra 12. december 2014 til 24. april 2017 var han minister for erhverv, arbejdsmarked, handel og udenrigsanliggender i landsstyreformand Kim Kielsens regering, og oktober 2015 til februar 2016 tillige finansminister og minister for råstoffer.
I april 2017 blev han frataget posten som minister for udenrigsanliggender og forlod efterfølgende Naalakkersuisut i protest. Qujaukitsoq tabte i juli samme år et kampvalg om formandsposten i Siumut til Kim Kielsen med stemmerne 48-19; han forlod efterfølgende Siumut i utilfredshed med Kielsens kompromisøgende linje over for den danske regering. Qujaukitsoq stiftede derefter partiet Nunatta Qitornai i september 2017 og blev ved landstingsvalget 25. april 2018 indvalgt som partiets eneste repræsentant. Han og partiet mistede pladsen igen ved parlamentsvalget i 2021.
I 2025 meldte han sig ind i Naleraq og stillede op til parlamentsvalget i Grønland samme år for partiet. Han fik 29 stemmer hvilket ikke gav valg.

### Regeringsposter
Som medlem af Siumut
Kilde:
| Portefølje                                                    | Regering              | Start             | Slut              |
| ------------------------------------------------------------- | --------------------- | ----------------- | ----------------- |
| Finanser og indenrigsanliggender                              | Aleqa Hammond I og II | 5. april 2013     | 1. oktober 2014   |
| Finanser og indenrigsanliggender Infrastruktur                | Kim Kielsen I         | 1. oktober 2014   | 12. december 2014 |
| Udenrigsanliggender, erhverv, arbejdsmarked og handel         | Kim Kielsen II        | 12. december 2014 | 3. november 2015  |
| Finanser, råstoffer og udenrigsanliggender                    | Kim Kielsen II        | 3. november 2015  | 23. maj 2016      |
| Erhverv, arbejdsmarked, handel og udenrigsanliggender         | Kim Kielsen II        | 23. maj 2016      | 27. oktober 2016  |
| Erhverv, arbejdsmarked, handel, energi og udenrigsanliggender | Kim Kielsen III       | 27. oktober 2016  | 24. april 2017    |

Som medlem af Nunatta Qitorna
Kilde:
| Portefølje                                                                    | Regering            | Start             | Slut              |
| ----------------------------------------------------------------------------- | ------------------- | ----------------- | ----------------- |
| Råstoffer, arbejdsmarked, indenrigsanliggender og nordisk samarbejde          | Kim Kielsen IV      | 15. maj 2018      | 9. september 2018 |
| Råstoffer, arbejdsmarked, indenrigsanliggender og nordisk samarbejde Finanser | Kim Kielsen IV      | 9. september 2018 | 5. oktober 2018   |
| Finanser og nordisk samarbejde                                                | Kim Kielsen V og VI | 5. oktober 2018   | 22. november 2019 |
| Finanser og råstoffer                                                         | Kim Kielsen VI      | 22. november 2019 | 29. maj 2020      |
| Finanser                                                                      | Kim Kielsen VII     | 29. maj 2020      | 8. februar 2021   |
| Finanser Erhverv og mineralske råstoffer                                      | Kim Kielsen VII     | 8. februar 2021   | 23. april 2021    |

## Hobbyer
Qujaukitsoq er interesseret i Grønlands historie. Han har forsket i Grønlands naturressourcer og deres udnyttelse, og er selv en ivrig prospekter og mineraljæger. Qujaukitsoq har trænet flere forskellige former for asiatisk kampsport (taekwondo, goju-ryu karate, aikido og iaido), og er stifter af verdens nordligste taekwondoklub beliggende i Qaanaaq.